# 秋田空港

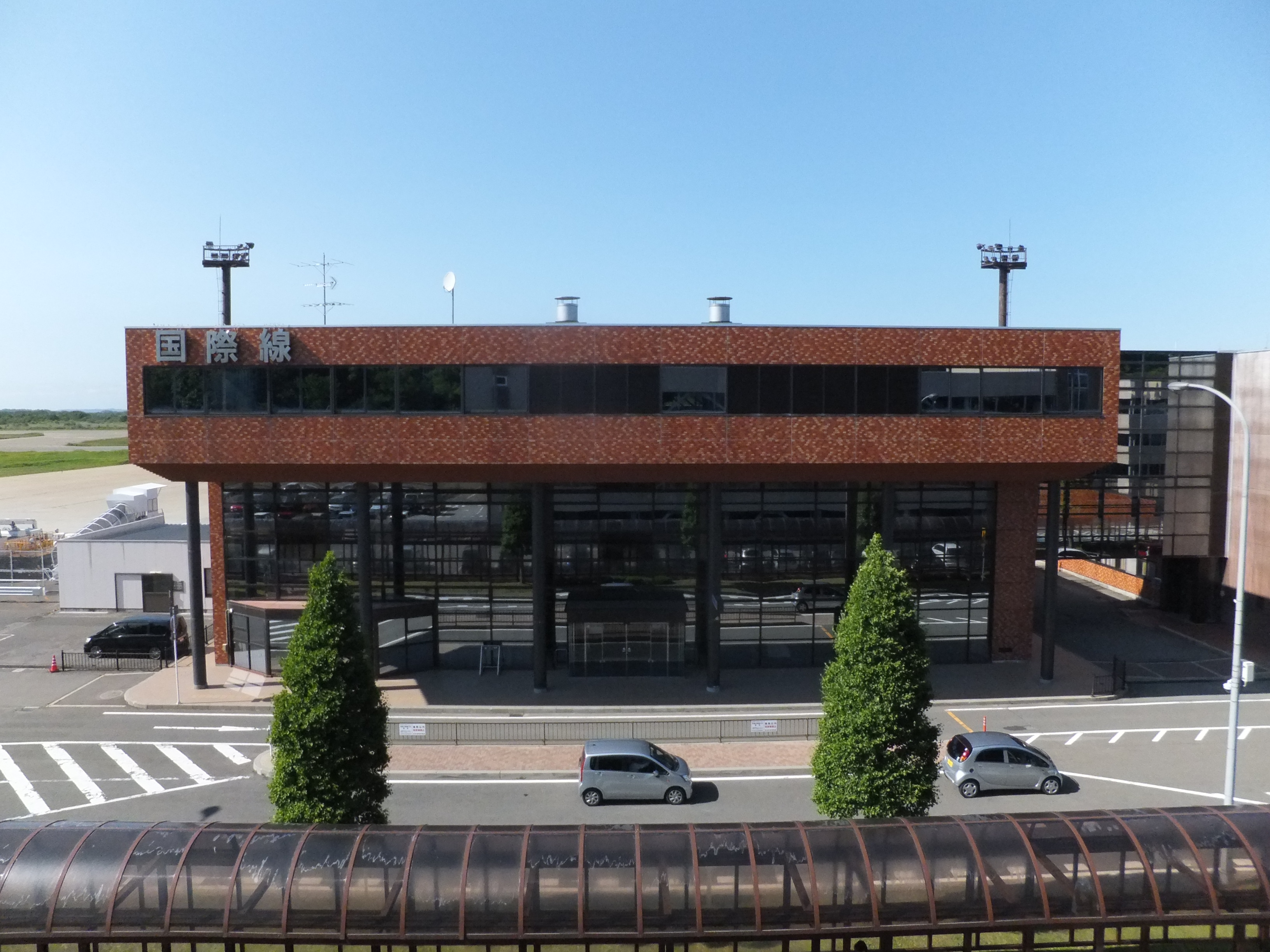
国際線ターミナルビル

秋田空港（あきたくうこう、英: Akita Airport）は、秋田県秋田市雄和にある特定地方管理空港。

## 概要
1981年（昭和56年）6月26日に開港。秋田市中心部から南東に約20kmの河辺郡雄和町（現・秋田市）の雄物川と岩見川に挟まれた安養寺川上流の丘陵地に位置する。
東北地方では最も早く2,500m滑走路を整備した空港であった。
旧空港は、1961年に秋田市新屋町の雄物川河口の右岸に広がる海岸砂丘に開港した。日本海に面しており、冬になると横風の影響を受けやすかったこと、滑走路の南側にテレビ塔が林立する標高123mの大森山があり、制限表面の問題があったこと、大型ジェット機の運用に必要な滑走路長への延長が難しかったことなどから、現在地に新空港を建設して移転・ジェット化が行なわれた。
滑走路は10/28方向に2,500mであり、滑走路全体に渡り、平行誘導路を有する。着陸帯の幅は300mであり、計器着陸に対応している。ILSは滑走路28に、カテゴリIが設置されている。
滑走路の西側エプロン地区（航空自衛隊の秋田分屯基地）には、昭和62年より航空救難部隊として、捜索救難ジェット（U-125A）と救難ヘリ（UH-60J）を保有する航空救難団秋田救難隊が駐屯している。また、秋田県警ヘリ「やまどり」および秋田県消防防災航空隊の秋田県防災ヘリ「なまはげ」の各隊などは、秋田救難隊に隣接するヘリポートを使用している。
1996年（平成8年）に滑走路の3,000m化が閣議決定されているが、不況で国の補助が見込めないことから、2003年、秋田県は県単独で2,750m化を実施する方針を決めた。しかし、公共事業削減により、翌年度予算への反映は見送られた。

## 統計

### 利用者数
元のウィキデータクエリを参照してください.

年間利用客数は、開港以来1996年度の144.9万人にいたるまで年々増加の一途をたどっていたが、1997年の秋田新幹線開業を境に減少に転じた。2000年以降は110 - 130万人の利用者数を維持している。2014年度は、国内1,199,081人・国際29,055人。利用者のうち東京便の占める割合は65%程度である。
| 年                 | 路線         | 旅客数    | 座席利用率 | 国内線順位 | 出典   |
| ------------------ | ------------ | --------- | ---------- | ---------- | ------ |
| 令和4年（2022年）  | 東京国際空港 | 597,491人 | 54.0％     | 40位       | [ 8 ]  |
| 平成30年（2018年） | 東京国際空港 | 829,802人 | 65.9%      | 34位       | [ 9 ]  |
| 平成26年（2014年） | 東京国際空港 | 774,736人 | 56.0%      | 36位       | [ 10 ] |
| 平成25年（2013年） | 東京国際空港 | 770,351人 | 55.2%      | 35位       | [ 11 ] |
| 平成24年（2012年） | 東京国際空港 | 765,654人 | 51.8%      | 30位       | [ 12 ] |
| 平成23年（2011年） | 東京国際空港 | 780,460人 | 70.0%      | 26位       | [ 13 ] |
| 平成22年（2010年） | 東京国際空港 | 705,072人 | 61.5%      | 33位       | [ 14 ] |
| 平成21年（2009年） | 東京国際空港 | 710,491人 | 54.7%      | 33位       | [ 15 ] |
| 平成20年（2008年） | 東京国際空港 | 804,321人 | 59.6%      | 33位       | [ 16 ] |
| 平成19年（2007年） | 東京国際空港 | 863,052人 | 66.3%      | 31位       | [ 17 ] |
| 平成18年（2006年） | 東京国際空港 | 872,459人 | 66.5%      | 32位       | [ 18 ] |
| 平成17年（2005年） | 東京国際空港 | 904,550人 | 63.5%      | 27位       | [ 19 ] |
| 平成16年（2004年） | 東京国際空港 | 931,268人 | 62.3%      | 27位       | [ 20 ] |
| 平成15年（2003年） | 東京国際空港 | 946,639人 | 61.3%      | 28位       | [ 21 ] |
| 平成14年（2002年） | 東京国際空港 | 930,253人 | 66.4%      | 26位       | [ 22 ] |
| 平成13年（2001年） | 東京国際空港 | 949,070人 | 63.7%      | 24位       | [ 23 ] |
| 平成12年（2000年） | 東京国際空港 | 857,601人 | 61.5%      | 30位       | [ 24 ] |
| 平成 7年（1995年） | 東京国際空港 | 973,913人 |            |            | [ 25 ] |

## 沿革

### 旧空港

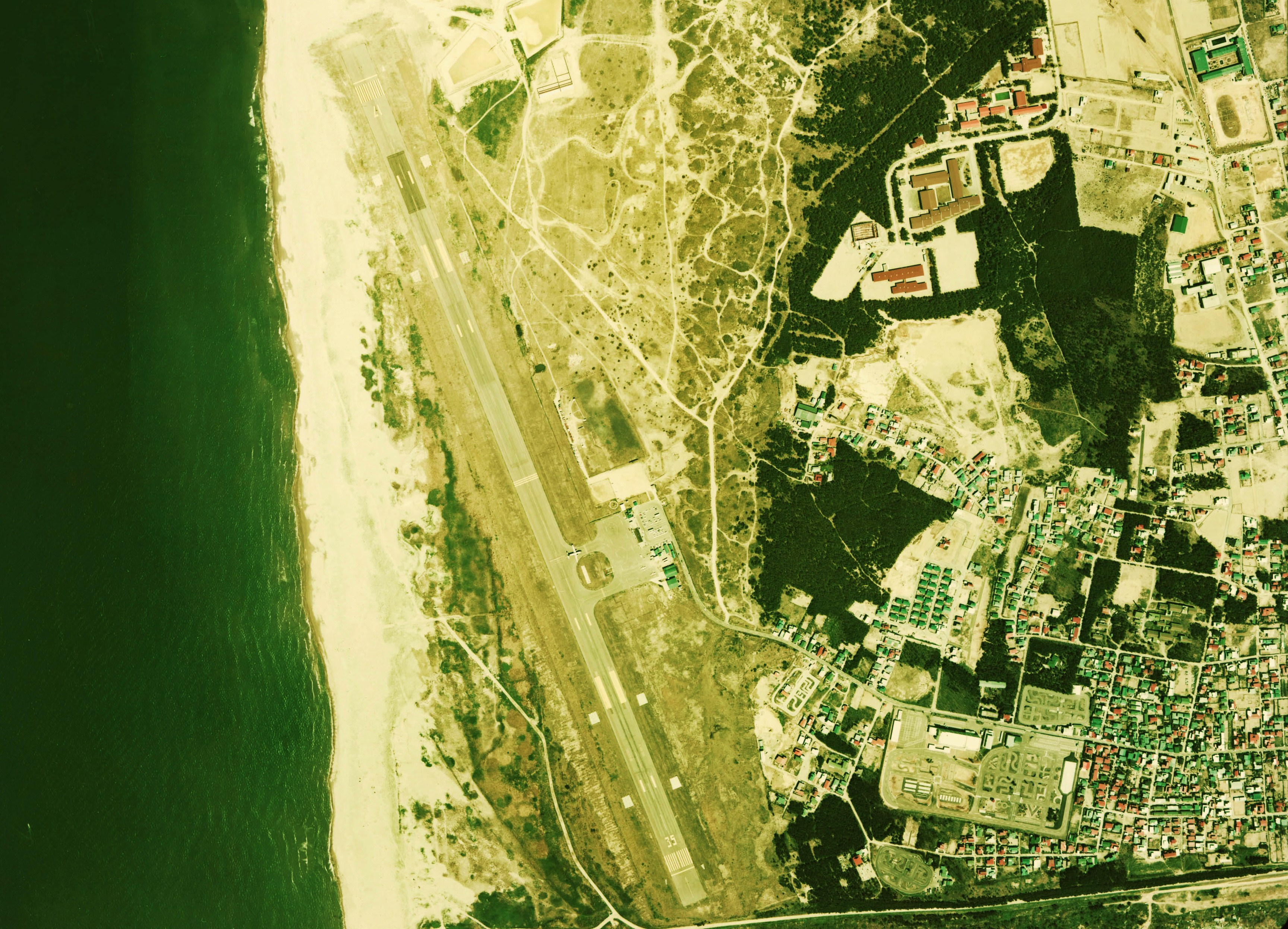
旧秋田空港付近の空中写真。（1975年撮影）
秋田市内の日本海に面した位置にあった。

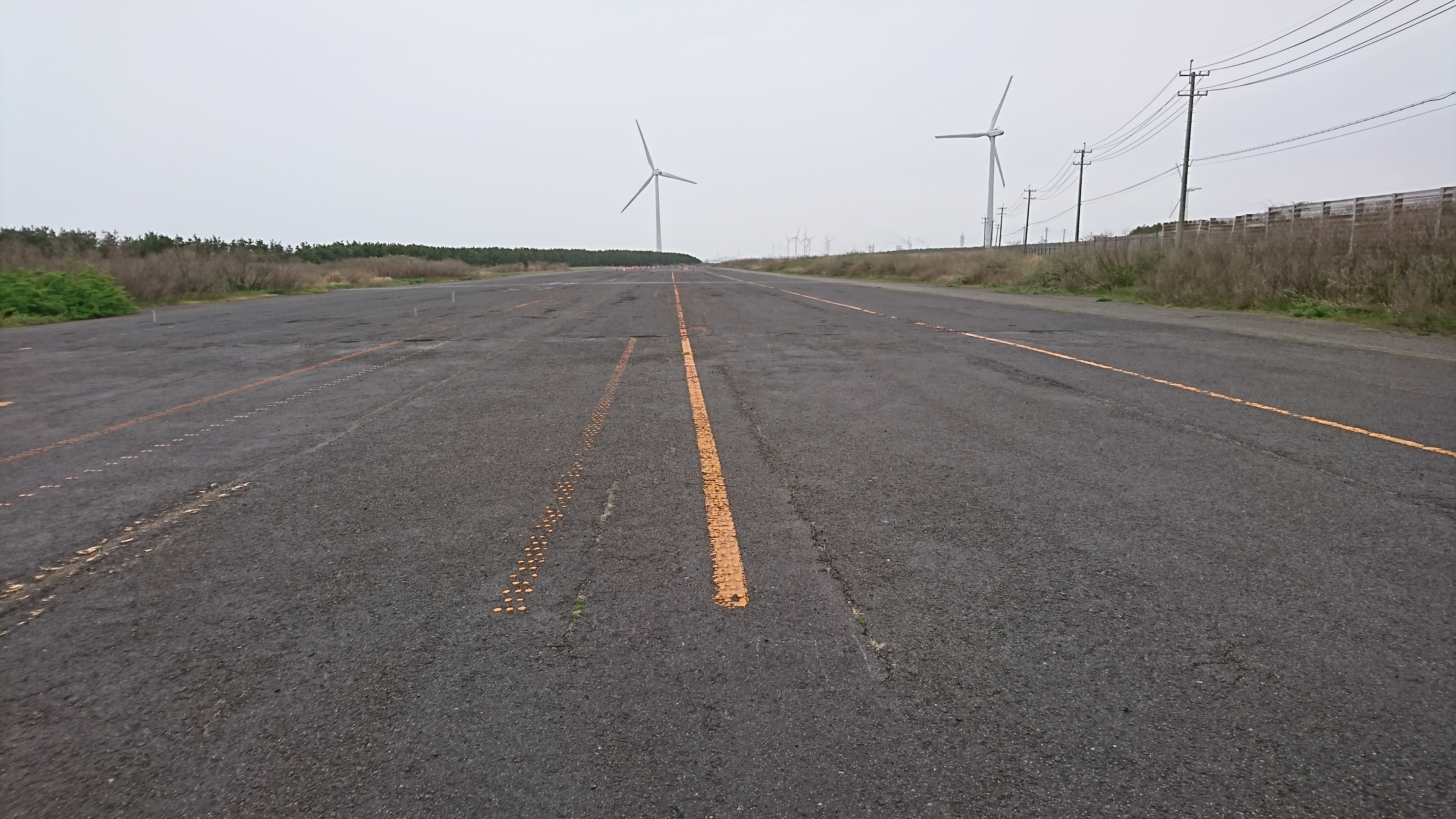
セスナ機が緊急着陸した現状の旧秋田空港滑走路跡（秋田市新屋町、2017年）

- 1960年（昭和35年）9月12日 - 空港整備施行の承認に伴い工事開始
- 1961年（昭和36年）10月1日 - 秋田市新屋町字割山（北緯39度41分58秒 東経140度3分56秒 / 北緯39.69944度 東経140.06556度）にD級第三種空港として開港。現在の国道7号・秋田南バイパスと県道65号寺内新屋雄和線が交差する南浜交差点付近にあった（勝平参照）。1,200m×30m(17/35)滑走路供用開始
- 1969年（昭和44年）3月 - 滑走路延長・拡幅工事完了。1,500m×45m(17/35)滑走路供用開始[26]
- 2013年（平成25年）11月26日 - セスナ機がエンジントラブルのため滑走路跡地に緊急着陸、詳細は後述

### 現空港

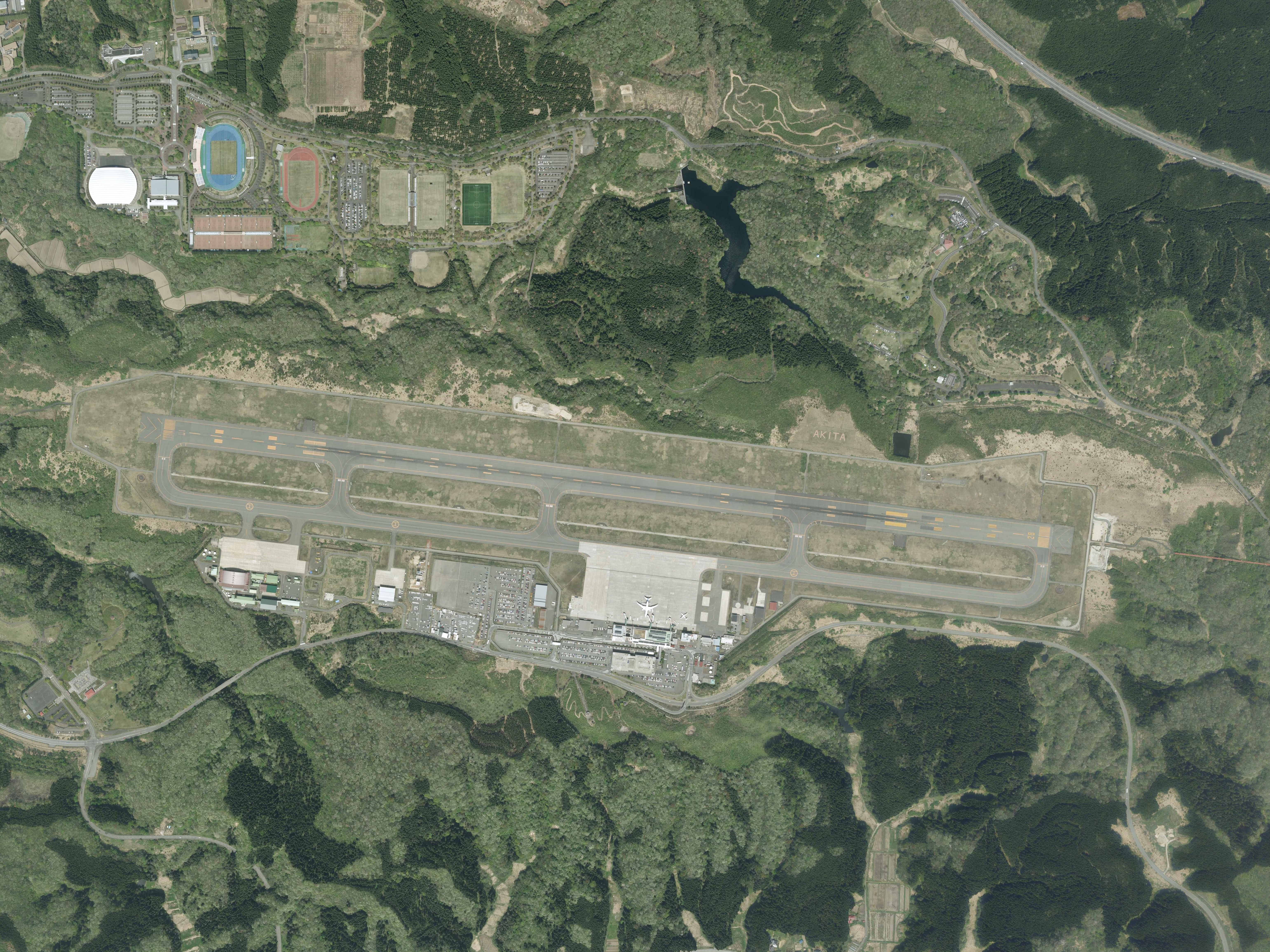
現秋田空港周辺の航空写真（2024年4月）

- 1981年（昭和56年）6月26日 - 第二種空港新秋田空港、河辺郡雄和町（現・秋田市）に開港。2,500m×60m(10/28)の滑走路供用開始。（旧）秋田空港廃止と同時に新秋田空港を秋田空港に改称[1]
- 1984年（昭和59年）10月 - 防衛庁（現防衛省）と秋田県が航空自衛隊秋田救難隊の設置運用に関する協定を締結
- 1987年（昭和62年）3月31日 - 航空自衛隊秋田救難隊が新設
- 1992年（平成4年）国内線増改築
- 1993年（平成5年）7月5日 - 国際線ターミナルビル竣工
- 2001年（平成13年）10月29日 - 国際定期便（仁川国際空港便）就航
- 2004年（平成16年）航空管制官配置
- 2010年（平成22年）9月9日 - 立体駐車場の供用開始
- 2012年（平成24年）3月25日 - 運用時間が22時までに延長される
- 2013年（平成25年）4月26日 - 国内線ターミナル2階の改装工事が完成
- 2019年 (平成31年) 3月30日 - 国際定期チャーター便(台湾桃園国際空港便)が就航。(1年間の期間限定)[27]
- 2020年 (令和2年) 3月 - 臨時駐車場が第3-2駐車場として拡張工事の上、供用開始
- 2024年（令和6年）4月18日 - ターミナル空域管制（白神進入管制区）が導入される。[28]

## 施設
空港ターミナルビルは、滑走路南側に国内線棟・国際線棟の2棟が隣接して配置されている。ボーディング・ブリッジは国内線棟に2基、国際線棟に1基を備える。秋田空港ターミナルビル株式会社が運営。地上3階建て。
開港当初は国内線ターミナルビルしかなく、国際線ターミナルビルは韓国との定期航路開設に備えて、後から国内線ターミナルビルの隣に建設された。なお、2階に双方の連絡通路がある。
2013年4月26日、国内線ターミナル2階の改装工事が完成し、売店エリアが拡充され「おみやげ広場あ・えーる」としてリニューアルオープンしたほか、デジタルサイネージ等が設置された。実物大の竿燈の設置や、壁や柱の一部に秋田杉を使用して秋田らしさを演出している。

### 国内線ターミナルビル

#### 1階
- 航空会社カウンター・事務所（日本航空、全日本空輸）
- 到着ロビー
- 有料待合室（要予約）
- ファミリーマート秋田空港店
- ATM
  - 秋田銀行御野場支店秋田空港出張所
  - イーネット・ファミリーマート秋田空港店出張所
- 秋田市内ゆきリムジンバス券売機
- レンタカー会社カウンター（トヨタレンタカー、日産レンタカー、ニッポンレンタカー、オリックスレンタカー、タイムズカーレンタル）
- 秋田東警察署秋田空港警備派出所
- 総合案内所

#### 2階
- 出発ロビー
  - 2016年10月2日に秋田県出身の漫画家矢口高雄の原画を基にした巨大レリーフ「釣りキチ三平・山魚女群泳」の除幕式が行われた[29]。
- 保安検査場
- 搭乗待合室
  - 無限堂 売店（軽食・土産物など）
- 空港ラウンジ「ROYALSKY LOUNGE（ロイヤルスカイラウンジ）」
  - 2023年2月23日に「ROYALSKY LOUNGE（ロイヤルスカイラウンジ）」としてビル2階出発ロビーに隣接して新設[30]。面積は315m2で従来の空港ラウンジの2倍超となった[30]。
- 特別待合室（要予約）
- レストラン
  - あきた茶房（和食・洋食・中華）
  - 郷土料理店「稲庭本舗 明治佐助商店」（2021年10月26日開店）[31]
  - なお、1981年の新空港開港時から秋田の郷土料理（きりたんぽ、稲庭うどん、ジュンサイ、比内地鶏など）を中心に提供してきた郷土料理店「杉のや」は新型コロナウイルスの影響による空港利用者の減少により2021年1月に閉店した[32]。その後、秋田空港ターミナルビルが2階でレストラン「そら」を運営していたドリームリンクと新規の出店で合意[31]。レストラン「そら」にかわって「杉のや」のテナント跡地に郷土料理店「稲庭本舗 明治佐助商店」を開店することになった[31]。
- カフェ
  - ナガハマコーヒー
- 土産物店・売店
  - 中央売店（おみやげ広場あ・えーる）
  - ANA FESTA
- リラクゼーションルーム
- 秋田県空港管理事務所
- ベビーケアルーム（おむつ替えスペース。奥に授乳スペース。）

#### 3階・屋上
- 送迎デッキ
- 資料展示スペース「みんなのひろば くぅ」
- 秋田空港ターミナルビル株式会社

その他
- 喫煙所（秋田県受動喫煙防止条例により建物内への喫煙室設置が不可のため、屋外に設置されている。）

### 国際線ターミナルビル

#### 1階
- 航空会社カウンター・事務所
- 入国税関検査場
- 動物・植物検疫施設
- 税関カウンター
- 到着ロビー

#### 2階
- 入国審査場
- 出発ロビー
- 保安検査場
- 出国審査場
- 搭乗待合室
  - 免税売店
- 秋田東警察署秋田空港警備派出所

#### 3階・屋上
- 送迎デッキ（国内線のみ）

### 駐車場
2010年9月に立体駐車場を増築し、4か所2232台分（うち、障害者用25台）の駐車場となった。入出庫時間は6:00 - 22:15である。
| 駐車場種別                          | 可能台数（うち障碍者用）                   | 備考                                     |
| ----------------------------------- | ------------------------------------------ | ---------------------------------------- |
| 立体駐車場（4層5段）                | 955台（8台）                               | 高さ2・1m、重さ2・0トンを超えないもの    |
| 第1-1駐車場（旧第一（東側）駐車場） | 220台                                      | 積雪時は冬季閉鎖あり                     |
| 第1-2駐車場（旧第一（西側）駐車場） | 309台（17台）                              |                                          |
| 第2駐車場                           | 278台                                      | 積雪時、台数制限あり                     |
| 第3-1駐車場                         | 465台                                      |                                          |
| 第3-2駐車場（旧臨時駐車場）         | 878台                                      | 積雪時台数制限あり。また、利用制限あり   |
| 大型車等駐車場                      | 上記以外の車両8台 路線バス、タクシー等37台 | 二輪車はここに駐車。専用窓口で申し出る。 |

詳しくは、秋田空港駐車場のご案内（美の国あきたネット）を。なお、2017年6月26日より、事前精算機利用者専用出口・優先駐車スペースが設けられている。立体駐車場の西側出口と第1駐車場の南側出口が専用出口となり、立体駐車場の西側出口付近が優先駐車スペースとなっている。ただし、優先駐車スペースは予約手続き等が必要である。

## ギャラリー

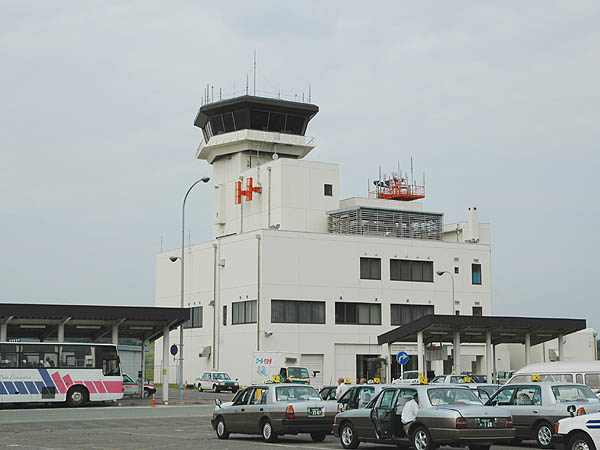
管制ビル
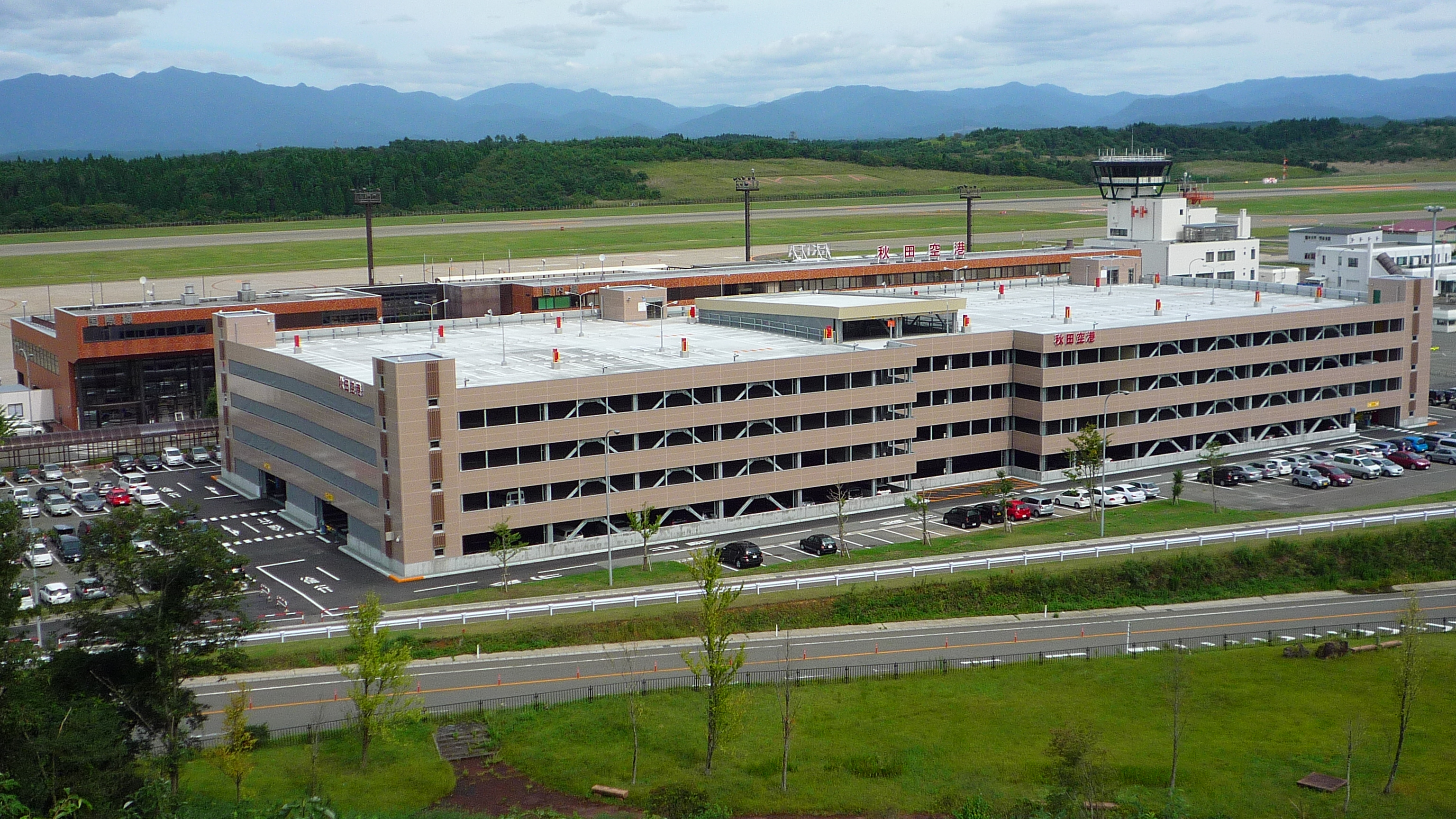
立体駐車場
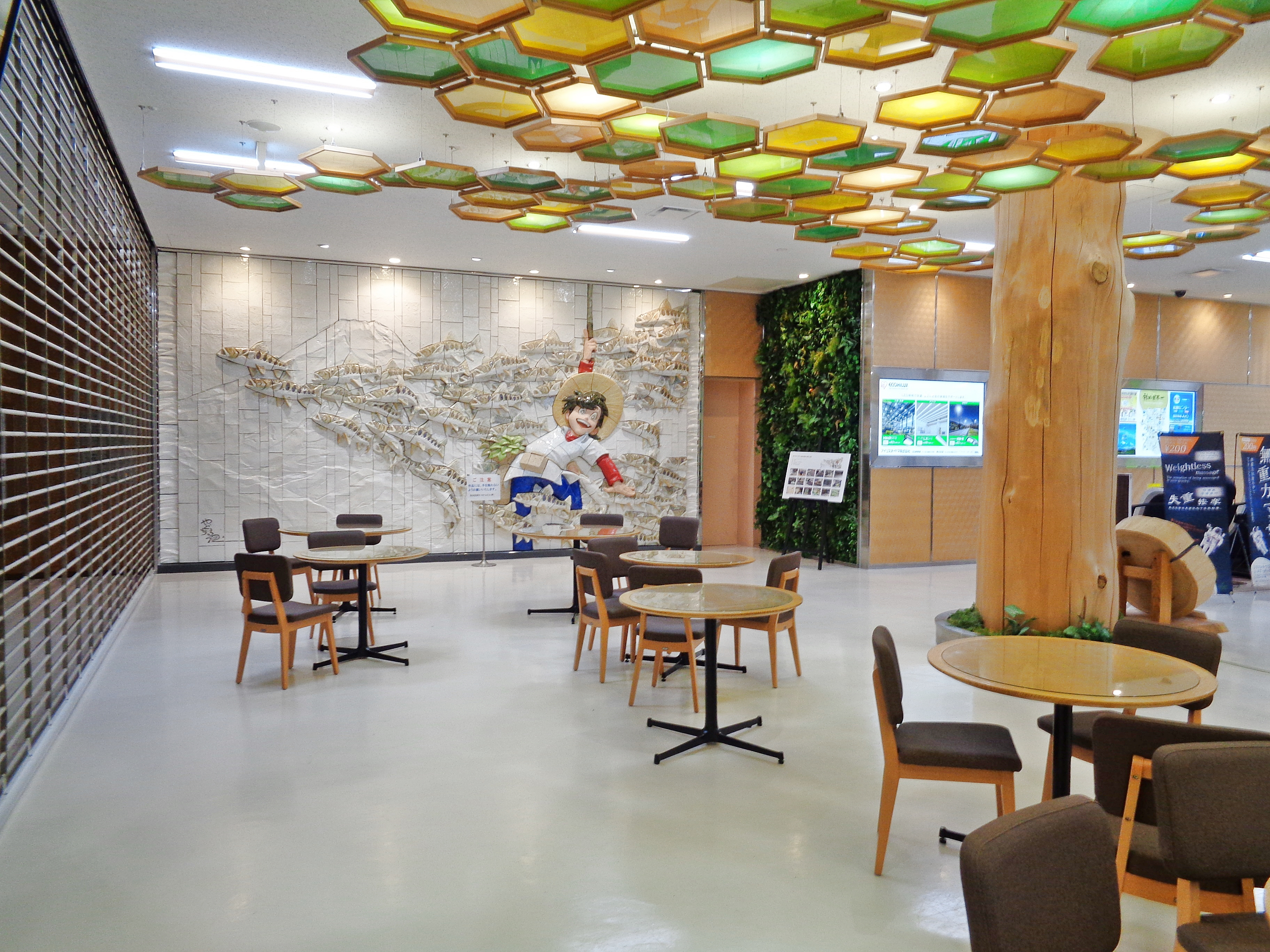
空港ロビーのフリースペース
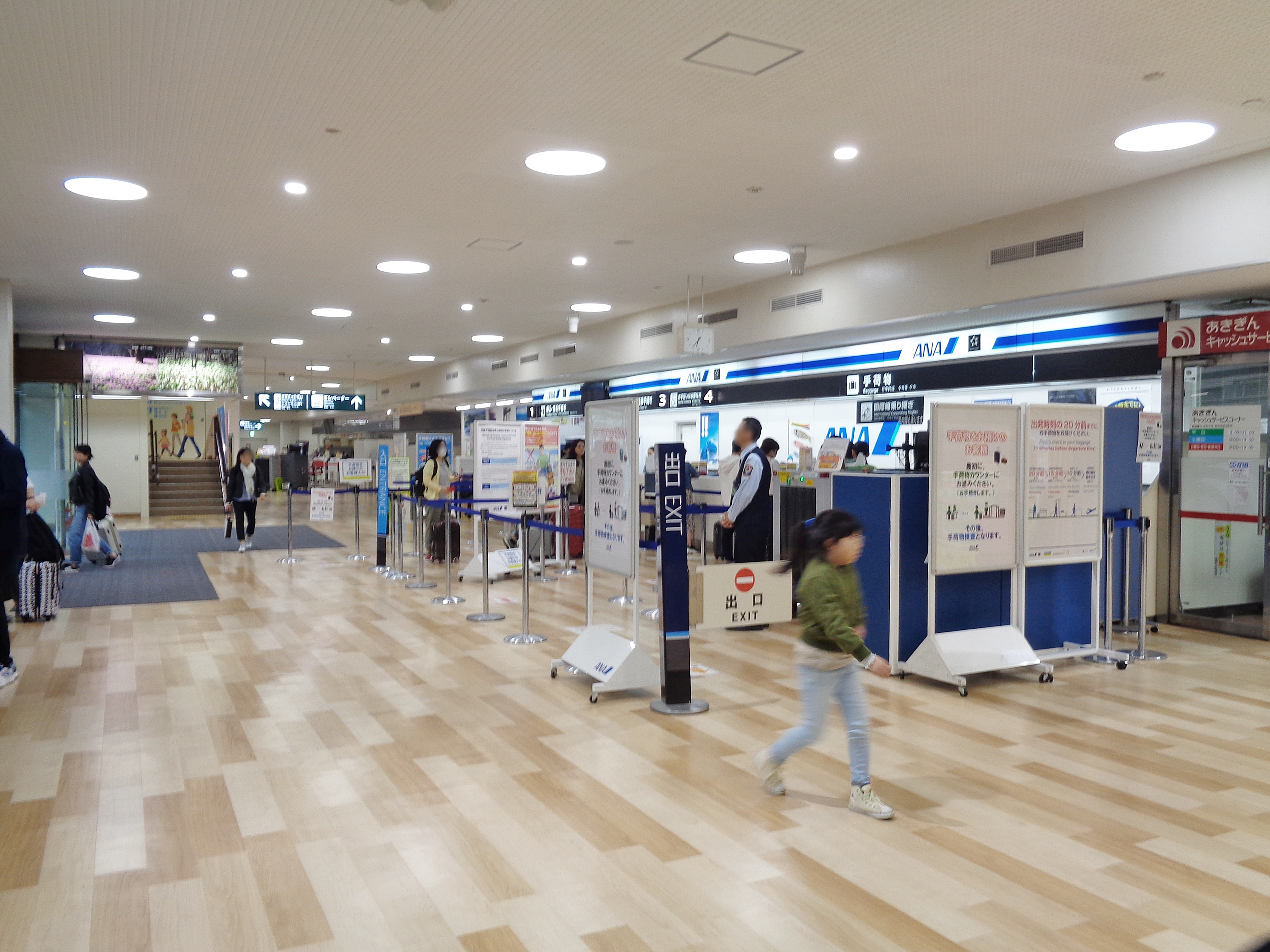
秋田空港のANAカウンター

## 拠点・焦点都市としている航空会社
この空港をハブ空港（拠点都市）としている航空会社は無い。

## 就航路線
航空会社が2社以上の場合、最前の航空会社の機材・乗務員で運航する共同運航便である。

### 国内線
- 日本航空 [35]
  - 札幌/丘珠
  - 東京/羽田
  - 大阪/伊丹
- 全日本空輸 [36]
  - 札幌/新千歳
  - 東京/羽田
  - 大阪/伊丹
- オリエンタルエアブリッジ[37]
  - 名古屋/中部

#### 廃止された路線
- 函館（中日本エアラインサービス）
- 新潟(ANA)
- 名古屋/小牧（ジェイエア）
- 大阪/伊丹（アイベックスエアラインズ）
- 大阪/関西
- 福岡（エアーニッポン）
- 那覇

### 国際線
- タイガーエア台湾（定期チャーター便）
  - 台湾桃園国際空港[38]

#### 廃止された路線
- 大韓航空（日本航空[39][40]・デルタ航空とのコードシェア便）
  - 仁川国際空港[41]
    - 運休履歴
      - 2011年4月2日 - 4月30日[42]
      - 2014年7月26日 - 10月26日[43]
      - 2015年6月29日 - 9月2日[44]
      - 2015年12月3日 - [45][46]

- 遠東航空
  - 台湾桃園国際空港[47]
    - 運休履歴
      - 2019年12月13日 - [48]

## 空港へのアクセス
秋田市街まで約20 km（25分）
最寄り駅は奥羽本線の和田駅であるが、交通の便はない。

### 路線バス
- 秋田中央交通 「秋田空港リムジンバス」
  - 旅客機の発着に合わせて運行されている。[49]
- 秋北バス 能代 - 秋田線
  - 2025年7月1日乗り入れ開始[50]。

### 乗合タクシー
- 秋田エアポートライナー（各方面により、キングタクシー・湯沢タクシー・中仙タクシー・象潟合同タクシーがそれぞれ分担）[51]
  - 秋田市内、秋田県の県央、県南各方面へ運行。
- スカイアクセス（秋田中央トランスポート）[52]
  - 秋田市内へ運行。
- よこてWARP（横手市）[53]
  - 横手駅西口と秋田空港間を運行[54]。利用料金は300円[54]。
  - 2024年7月18日に運行を開始した[54]。

### 道路
日本海東北自動車道・秋田空港IC、秋田自動車道・秋田南IC、協和ICよりそれぞれ車で10分
- 秋田市街（一般道）から
  - あきたびライン経由
- 大仙市（一般道）から
  - 国道13号・国道341号・秋田県道319号雄和協和線・秋田県道326号秋田空港東線経由

## 事故・インシデント

### 重大インシデント
- 2007年（平成19年）1月6日、仁川国際空港を発し秋田空港へ向かっていた大韓航空所属のボーイング737-900型機は、同機の機長および副操縦士が秋田空港滑走路南側の平行誘導路を滑走路と誤認し、滑走路ではなく誘導路に誤着陸した。たまたま誘導路走行中の他機はなく事故には至らず、乗客・乗員（計133名）に死傷者はなかったが、「閉鎖中の滑走路への着陸」に準ずる事態であり、重大インシデントとして運輸安全委員会の調査を受けた。同調査では、当時の卓越視程は10km程度の有視界気象状態であり、航空管制官の航空機支援に過失はなく、機長は滑走路を視認できた時点で目視による進入に切り替えるべきところ、計器指示に頼った進入を継続したため誤認を是正できなかった可能性が高いと結論づけている[55][56]。
- 2013年（平成25年）11月16日、秋田県上空での航空測量用の空撮のため埼玉県のホンダエアポートから秋田県へ飛来し、由利本荘市上空での空撮を終え能代市上空へ向かう予定だった本田航空所属の小型セスナ機が、エンジントラブルのため旧秋田空港の滑走路跡地に不時着した。機体は小破したものの負傷者はいなかった。これは飛行中における発動機の継続的停止にあたり、重大インシデントとして運輸安全委員会の調査を受けた。同調査では、エンジン振動が伝わりホースがエンジン本体側のハウジングから外れ潤滑油が漏洩し、潤滑油欠乏のまま運転を続けたためエンジンが損壊し、不時着直前にエンジン停止に至った可能性が高いと結論づけている[57][58]。